# Big Rock
Big Rock è un comune degli Stati Uniti d'America, situato nello Stato dell'Illinois e in particolare nella contea di Kane.